# Perses (mitologia)
D'acord amb la mitologia grega, Perses (en grec antic Πέρσης) va ser un tità, fill de Crios i d'Euríbia. Els seus germans són Pal·lant i Astreu.
Casat amb Astèria, que era també filla de dos titans, de Febe i de Ceos, va ser pare de la deessa Hècate.
Perses també fou el nom d'un dels fills de Perseu i d'Andròmeda.
Segons una altra tradició, Perses va ser un fill d'Hèlios, el Sol, i de Perseis. En aquest cas és germà d'Eetes, el rei de la Còlquida, de la fetillera Circe i de Pasífae, reina de Creta. Es conta que regnava a la Tàurida abans d'usurpar al seu germà el regne de Colcos. Va morir a mans de Medos, un dels fills de Medea, instigat per ella, ja que volia que el reialme tornés a mans d'Eetes.